# 석화초등학교
석화초등학교는 대한민국 강원특별자치도 홍천군 홍천읍 갈마곡리에 있는 공립 초등학교이다.

## 학교 연혁
- 1962년 6월 13일 석화국민학교 개교
- 1981년 3월 5일 병설유치원 개원
- 1996년 3월 1일 석화초등학교로 명칭 변경
- 2010년 8월 31일 병설유치원 폐원
- 2022년 9월 1일 제22대 이홍우 교장 부임
- 2022년 12월 30일 제60회 졸업식 - 44명 졸업(누계 8,230명)

## 참고 자료
- 석화초등학교 - 한국교육학술정보원 학교알리미